# HD 82165
HD 82165，又名CD-37 5817，SAO 200419、HR 3766，是一颗恒星，视星等为6.19，位于銀經265.13，銀緯9.21，其B1900.0坐标为赤經9h 25m 14.6s，赤緯-37° 9.21′ 57″。